# 木瓜海棠属
木瓜海棠属（學名：Chaenomeles）是蔷薇科的一个属。属名Chaenomeles源于希腊语chaino（张开的口）和melon（苹果）的合成词，指本属植物果实5爿裂。

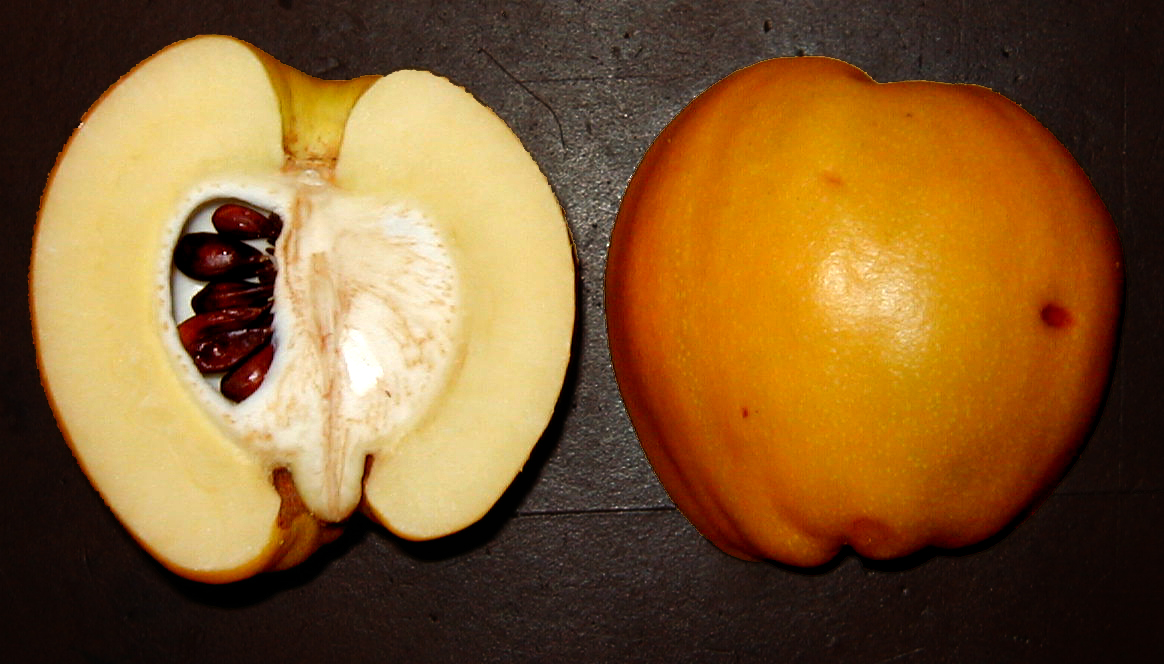
某品种的果实，可能是贴梗海棠栽培种的果实

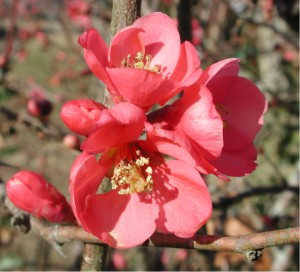
某品种的花朵，可能是C. × superba的栽培种

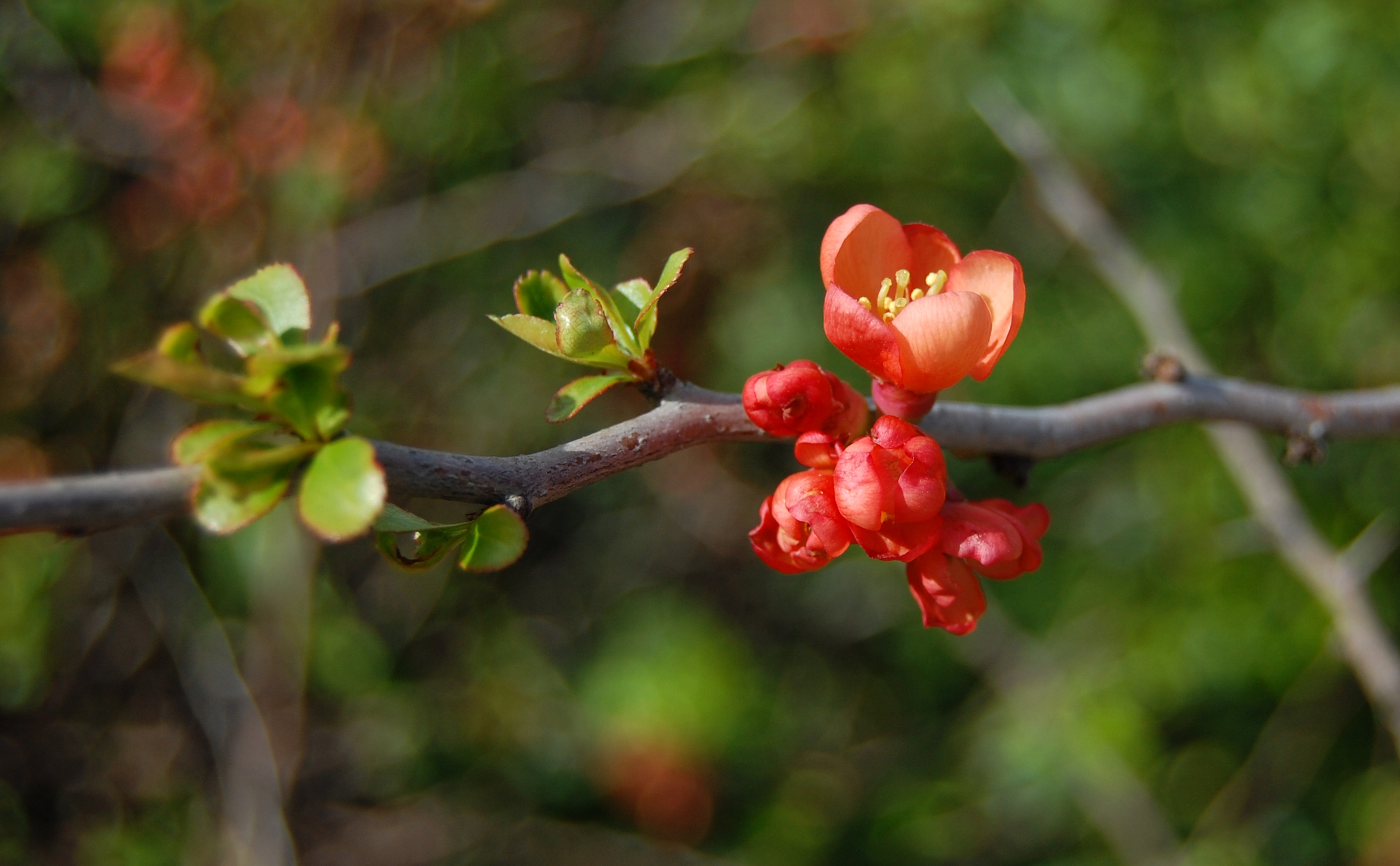
日本木瓜 Chaenomeles japonica

## 物种
木瓜海棠属有以下四种：
- 光皮木瓜（Chaenomeles cathayensis），又名木瓜海棠。
- 皱皮木瓜（Chaenomeles speciosa），又名贴梗海棠。
- 西藏木瓜（Chaenomeles thibetica），又名西藏木瓜海棠。
- 日本木瓜（Chaenomeles japonica），又名日本海棠、倭海棠。

## 參看
- 木瓜属